# Paul Moor (Journalist)
Charles Paul Moor (* 3. März 1924 in El Paso, Texas; † 11. Oktober 2010 in Berlin) war ein deutscher Schriftsteller, Fotograf und Musikkritiker US-amerikanischer Herkunft, der in Berlin-Wilmersdorf lebte, auf Deutsch und Englisch publizierte und als ein Vermittler zwischen US-amerikanischer und deutscher Kultur gesehen wird.

## Leben
Paul Moor galt in seiner Jugend als musikalisches Wunderkind. Er studierte Klavier an der Juilliard School of Music und der Universität von Texas und machte mit 19 seinen Abschluss. Den Plan, eine Laufbahn als Konzertpianist einzuschlagen, gab er jedoch 1947 auf und wandte sich dem Journalismus zu.
1948 veröffentlichte er seine ersten drei Beiträge für Harper’s Magazine, darunter einen Artikel über Leonard Bernstein. Später folgten Veröffentlichungen in The New Yorker, Holiday, The Saturday Review, The Saturday Evening Post und viele andere.
1949 wechselte er nach Paris und 1951 nach München. Er arbeitete jetzt als Kunstkritiker der New York Times; es wurden von ihm erstellte Fotoserien veröffentlicht. In München begann er, sich intensiv mit dem „Dritten Reich“ auseinanderzusetzen. (Die Ergebnisse seiner Forschungen veröffentlichte er später in dem Buch „Die Freiheit zum Tode. Euthanasie und Ethik“.) Er arbeitete außerdem an verschiedenen anderen Reportagen für diverse Magazine, unter anderem beschäftigte er sich mit den deutschen Studentenverbindungen. Von den Corps begeistert, schloss er sich im Jahre 1954 dem Corps Franconia München an. 1955 recipiert, blieb er Mitglied bis zu seinem Tod.
1953 veröffentlichte er eine Fotoreportage über Pablo Casals und über das Casals-Musikfestival. In den nächsten Jahren arbeitete er vorwiegend als Fotojournalist.
1956 wechselte er von München nach Berlin und berichtete von da an aus dem Berliner Kulturleben, unter anderem für Financial Times, The Times, International Herald Tribune und Musical America. Er wurde zu einem regelmäßigen Mitarbeiter von Time Life und machte im Auftrag des Time-Life-Verlags zahlreiche Reisen.
1972 veröffentlichte er das Buch „Das Selbstporträt des Jürgen Bartsch“. Zu seinen nachfolgenden Arbeiten gehörten die Übersetzung von Notizbüchern Beethovens ins Englische und eine Fernsehdokumentation über einen KZ-Arzt. Auch wissenschaftliche Texte wurden von Moor übersetzt, so übertrug er z. B. 1988 die Studie „Homosexualität, Heterosexualität, Perversion“ des Schweizer Psychoanalytikers Fritz Morgenthaler ins Englische.
2004 bekam Paul Moor das Verdienstkreuz am Bande des Verdienstordens der Bundesrepublik Deutschland verliehen. Damit würdigte der seinerzeitige Bundespräsident Johannes Rau Moors Beitrag zu den deutsch-US-amerikanischen Kulturbeziehungen.
Am 23. August 2007 hatte Moor in Berlin seine US-amerikanische Staatsbürgerschaft aufgegeben und die Staatsbürgerurkunde der Bundesrepublik Deutschland entgegengenommen.

## „Das Selbstporträt des Jürgen Bartsch“
Als im Juni 1966 der vierfache Kindermörder Jürgen Bartsch festgenommen wurde, löste das kollektive hysterische Reaktionen in der westdeutschen Öffentlichkeit aus, wie es sie so seit dem Fall Haarmann nicht mehr gegeben hatte.
Die Öffentlichkeit zeigte sich Bartschs Taten gegenüber völlig verständnislos und schockiert, und es erschienen nahezu ausschließlich voraus verurteilende Zeitungsartikel, in denen sich die Schreiber darüber verwunderten, dass ein Mensch, der in vorgeblich soliden Verhältnissen aufwächst, sich zu solch einer Bestie entwickeln kann.
Paul Moor wurde stutzig, als er in den Zeitungsberichten las, dass Bartsch bis zum Tag seiner Verhaftung von seiner Adoptivmutter gebadet wurde, denn zu diesem Zeitpunkt war Jürgen Bartsch bereits neunzehn Jahre alt.
Moor begann sich (auch vor dem Hintergrund großen Elends in seiner eigenen Kindheit) für den Fall zu interessieren, und als 1967 der Prozess gegen Bartsch begann, nahm er als Reporter daran teil. Moor berichtete später, dass er sich bei dem Prozess einsam fühlte, da er die Grundhaltungen, die die Öffentlichkeit Jürgen Bartsch gegenüber zeigte, nicht teilen konnte. Für ihn wurde immer mehr spürbar, dass Bartsch nicht nur ein Täter, sondern vorher und zugleich auch ein Opfer war.
Moor nahm schriftlichen Kontakt zu Bartsch auf. In der Zeit von Januar 1968 bis April 1976 erhielt er 250 Briefe von ihm. Bartsch nahm die Gelegenheit wahr, sehr ausführlich aus seiner Lebensgeschichte zu erzählen. In Moor hatte er seinen ersten und einzigen Zuhörer, der mit Fragen nachhakte, wobei die Fragen häufig psychoanalytisch orientiert waren.
Das Material, das sich beim Umgang mit Jürgen Bartsch gesammelt hatte, verarbeitete Moor zu einem Buch, das 1972 unter dem Titel „Das Selbstporträt des Jürgen Bartsch“ erschien.
Die US-amerikanische Psychoanalytikerin Muriel Gardiner Buttinger bezeichnete das Buch später (in einer Mitteilung an Moor) als „wirklich großartig“, und die Zürcher Autorin und frühere Psychoanalytikerin Alice Miller beschäftigte sich in ihrer Arbeit Am Anfang war Erziehung über 44 Seiten mit der Analyse und Interpretation der in Moors Buch zusammengetragenen Fakten.
Moor ergänzte seine Arbeit später durch weitere Briefe und Aussagen von Bartsch. Unter dem Titel »Opfer und Täter« brachte er 1991 die endgültige Version seiner Darstellungen und Erkenntnisse zum Thema Bartsch heraus.

## Publikationen (Auswahl)
- Das Selbstporträt des Jürgen Bartsch, Fischer, 1972
- Die Freiheit zum Tode. Ein Plädoyer für das Recht auf menschenwürdiges Sterben. Euthanasie und Ethik, Rowohlt, 1973 (O-Titel: Death is not the worst)
- Jürgen Bartsch: Opfer und Täter, Rowohlt, 1991; dasselbe als TB:
- Jürgen Bartsch – Selbstbildnis eines Kindermörders, Rowohlt, 2003, ISBN 3-499-61482-0 (Taschenbuch-Ausgabe von Jürgen Bartsch: Opfer und Täter)